# 查爾斯·貝尼
查爾斯·貝尼（Charles Baehni，1906年8月21日 - 1964年1月23日）是一位瑞士植物學家。

## 生平
查爾斯·貝尼於1906年8月21日出生於瑞士日內瓦，求學於日內瓦大學時，在羅伯特·伊波利特·肖達教授的指導下，於1932年獲得了理學博士學位。同年，貝被被指派擔任日內瓦植物園的助理。1934年，貝尼前往美國芝加哥的菲爾德自然史博物館進行研究；並在旅居美國期間，多次前往美國各地，收集大量的植物標本。
1941年，貝尼開始擔任日內瓦植物園的管理員，任職期間長達20年。貝尼寫過一百多篇科學論文，主要集中在山欖科的研究上，亦對榆科、裂藥花科及堇菜科的研究多有貢獻。